# William Carter Burdett Jr.
William Carter Burdett Jr. (* 25. Oktober 1918 in Knoxville, Tennessee; † 11. März 1995 in Gloucester, Massachusetts) war ein US-amerikanischer Diplomat, der unter anderem von 1970 bis 1974 Botschafter der Vereinigten Staaten in Malawi war.

## Leben
William Carter Burdett Jr. war das älteste von drei Kindern des Diplomaten William Carter Burdett (1884–1944), der Konsul und Generalkonsul in zahlreichen Ländern sowie zuletzt von 1943 bis zu seinem Tode 1944 Gesandter der Vereinigten Staaten in Neuseeland war, und dessen Ehefrau Elizabeth Burke Burdett (1895–1977). Sein jüngerer Bruder Edward Burke Burdett (1921–1967) war ein Pilot der US Air Force und zuletzt Brigadegeneral, der während des Vietnamkrieges ums Leben kam. Er selbst absolvierte ein Studium an der Princeton University und trat nach dessen Abschluss 1941 als Foreign Service Officer in den diplomatischen Dienst des Außenministeriums ein und fand in den folgenden Jahren zahlreiche Verwendungen im Ministerium sowie an Auslandsvertretungen. Er war unter anderem von 1942 bis 1944 Vizekonsul in Guayaquil in Ecuador und leistete daraufhin zwischen 1944 und 1946 Militärdienst im US Marine Corps.
Nach Kriegsende kehrte Burdett 1946 in den diplomatischen Dienst zurück und war zwischen 1946 und 1947 Vizekonsul in Basra im Irak. Nach Gründung des Staates Israel wurde er 1948 zunächst Vizekonsul in Jerusalem und war dort im Anschluss von 1948 bis 1950 als Konsul tätig, wo er am Aufbau der US-amerikanisch-Israelischen Beziehungen beteiligt war. Nachdem er zwischen 1950 und 1952 Konsul in Tabriz im Iran war, arbeitete zwischen 1953 und 1957 zunächst im Referat Naher Osten (Office of Near Eastern Affairs) und danach in der Unterabteilung Naher Osten, Südasien und Afrika (Bureau for Near Eastern, South Asian, and African Affairs) tätig. Im Anschluss fungierte er von 1958 bis 1961 als Politischer Referent für den Mittleren Osten und Afrika an der Botschaft im Vereinigten Königreich und fand daraufhin zwischen 1961 und 1965 erneut Verwendungen im Außenministerium. 1965 wurde er zunächst Botschaftsrat an der Botschaft in der Türkei und war zuletzt von 1967 bis 1970 als Deputy Chief of Mission Ständiger Vertreter und Stellvertreter des Botschafters in der Türkei, wobei er drei Mal als Geschäftsträger (Chargé d’Affaires) die Leitung dieser Botschaft übernahm.
Am 8. April 1970 wurde Burdett schließlich zum Botschafter der Vereinigten Staaten in Malawi ernannt und übergab dort am 13. Mai 1970 als Nachfolger von Marshall Paul Jones seine Akkreditierung. Er verblieb auf diesem Posten bis zum 11. Mai 1974 und wurde daraufhin von Robert Ayer Stevenson abgelöst. Nachdem er 1974 noch für einige Zeit im Inspection Corps Inspekteur des diplomatischen Dienstes war, trat er 1974 in den Ruhestand.
Burdett war seit dem 10. März 1956 mit Marlys Maxine Hanson verheiratet und wurde nach seinem Tode auf dem Rose Hill Cemetery in Macon beigesetzt.